# مقصورة الأمير محمد الرقراق
مقصورة الرقراق أحد معالم قرية أشيقر التراثية؛ الأمير محمد بن عبد الله بن شبانه الوهيبي التميمي أمير بلد اشيقر المتوفي عام (1155 هـ )الملقب بالرقراق وهو القائل: ''يسموني الرقراقوانا محمد - ليا ثار من بطن الفتيل اذخير''
عرفه الشيخ إبراهيم بن عيسى قائلا: محمد الرقراق من ال محمد من امراء بلد اشيقر من الابطال الشجعان له الكثير من الأخبار في اشيقر وفرعة اشيقر ومنطقة الوشم : كما ذكر الشيخ إبراهيم بن صالح بن عيسى وفاته قال . وفي يوم الثلاثاء الثاني عشر من شهر رجب تو أمير أشيقر محمد بن عبد الله بن شبانه الملقب بالرقراق وكان شجاعة فاتكًا.